# Who's Got the Last Laugh Now?
Who's Got the Last Laugh Now? er  Scooter's ellevte studiealbum, udgivet i 2005 af Sheffield Tunes i Tyskland.
To singler blev udgivet fra albummet: "Hello! (Good To Be Back)" og et remix af "Rock Bottom" og "Apache" berettiget "Apache Rocks the Bottom!". Den oprindelige "Rock Bottom" blev også udgivet som single udelukkende i Holland. Det er den sidste studiealbum featuring Jay Frog, der havde været med i bandet siden slutningen af 2002.

## Spor
1. "Lights Out" - 1:46
2. "Hello! (Good to Be Back)" - 3:34
3. "Privileged to Witness" - 4:33
4. "Rock Bottom" - 3:29
5. "The Leading Horse" - 3:26
6. "Take Me, Baby" - 4:15
7. "Apache" - 2:58
8. "See Me, Feel Me" - 4:09
9. "Unity Without Words, Pt. 3" - 6:02
10. "Everlasting Love" - 4:22
11. "Seven Bridges" - 4:56
12. "Mesmerized" - 6:42

### 20 Years Of Hardcore bonusindhold
1. "Hello! (Good To Be Back)" (Club Mix)
2. "Path"
3. "Apache Rocks The Bottom!" (Radio Edit)
4. "Apache Rocks The Bottom!" (Club Mix)
5. "Apache Rocks The Bottom!" (Alex K Remix)
6. "Countdown"
7. "Apache Rocks The Bottom!" (United DJs Remix)
8. "Apache Rocks The Bottom!" (Clubstar Remix)
9. "Apache Rocks The Bottom!" (Flip & Fill Remix)

### Limited Edition bonusindhold
1. "Hello (Good To Be Back)" Handy Video
2. "One (Always Hardcore)" Handy Video
3. "Maria (I Like It Loud)" Handy Video
4. Calendar for 2006

## Chart positioner
| Titel                           | Chart-Positioner | Chart-Positioner | Chart-Positioner | Chart-Positioner |
| Titel                           | Tyskland         | Østrig           | Schweiz          | Norge            |
| ------------------------------- | ---------------- | ---------------- | ---------------- | ---------------- |
| "Who's Got the Last Laugh Now?" | 14               | 31               | 44               | 30               |